# Polystachya farinosa
Polystachya farinosa là một loài thực vật thuộc họ Orchidaceae. Loài này có ở Cameroon và São Tomé và Príncipe. Môi trường sống tự nhiên của chúng là vùng núi ẩm nhiệt đới hoặc cận nhiệt đới. Chúng hiện đang bị đe dọa vì mất môi trường sống.